# 路訊通

路訊通標誌

路訊通（英語：RoadShow，港交所：888）是香港一個流動多媒體資訊系統，最初裝設於九巴、城巴及進智公交旗下專線小巴，其後擴展至龍運巴士、新巴及大家樂快餐連鎖店，曾是香港唯一在公共巴士提供車廂內多媒體資訊服務的系統，現轉型為只經營戶外平面廣告業務的公司。路訊通營運者是貝森金融集團有限公司（前稱路訊通控股集團有限公司），它亦經營巴士車身、巴士站候車亭廣告代理及九巴紀念品等業務。
2012年7月1日起，新巴及城巴不再提供路訊通多媒體資訊服務。所有原本裝設在進智公交小巴的路訊通系統亦停止運作及拆除。九巴亦停止在2004年8月27日起新出牌的巴士（不包括ASV75-ASV100）安裝15吋顯示屏，直至2009年11月起才恢復安裝（16:10的顯示器）；龍運巴士的路訊通系統只「啟播」短時間便告停用，屏幕仍然停留在當年標準4:3尺寸未有移去，直至2013年12月起才陸續於原本不設路訊通系統的巴士上啟動運作，但只於上層車頭使用單一16:10的顯示器及下層中門後方使用單一4:3的顯示器。
2013年2月起，路訊通發展網上媒體服務，命名為「路訊網」，主要提供生活、時事及娛樂資訊，並提供路訊通節目讓網民收看。
2017年3月17日，路訊通控股公布全年業績時表示，6月30日起不再為九巴代理巴士電視業務，網上媒體業務同日終止。
2017年10月27日，載通國際公布向大陸商人徐沛欣旗下的貝森資本悉售路訊通控股73.01%股權，代價7.96億元。命名為貝森金融 

## 年表
九巴於2000年開始安裝路訊通系列，早期名為「資訊娛樂共同睇」，安裝的公司只有九巴。2001年開始，路訊通系統延伸至城巴及香港仔專線小巴（現稱進智公交），開拓新客源。
路訊通控股有限公司於2000年12月成立，於2001年6月28日在聯交所上市，是繼九巴控股後在聯交所上市的集團公司。2002年，路訊通開展內地市場，進一步擴充業務範圍。
路訊通在2004年將業務擴展至大家樂快餐連鎖店，是香港唯一在連鎖食肆店內提供多媒體資訊服務的系統，但有關服務於2007年12月31日終止。
路訊通在2006年將業務擴展至新巴，取代新巴原有巴士多媒體承辦商「新資訊」，使當年裝有路訊通系統的巴士數目提升至約4,000輛，成為全港唯一巴士多媒體承辦商。
2012年7月1日起，城巴和新巴改用Buzplay系統，路訊通的用家只餘九巴。
2013年12月起，龍運巴士在其下所有車隊全面恢復使用路訊通系統，起初播放系統與節目均與九巴有所不同，不過其後與九巴播放內容大致相同。
近年路訊通除了提供巴士多媒體廣播外，還提供車身廣告、車站廣告等業務，近年更成為九巴及龍運巴士的指定廣告承辦商。
2017年6月30日起，路訊通不再為九巴代理巴士電視業務，路訊網同日起停止提供新節目。
2018年1月24日路訊通控股以2.7億港元收購泰達資產管理，進軍金融證券業務，路訊通控股收購後，改名為「貝森金融集團有限公司」，

## 節目內容
路訊通的節目大部份為廣告性質的節目，均由路訊通自行製作，平均每天播放80分鐘節目，在巴士上循環放映12-16次。早年路訊通亦有其他內容供應商，例如亞洲電視、鳳凰衛視、香港電台、now財經台及CNBC等，提供節目片段予路訊通播放；惟2008年起已結束合作關係。到了2009年，音樂錄影帶、電影預告、卡通節目及紀錄片節目均停止播放，大部份時間播放廣告為主，以減肥、健康產品、補習及財務公司廣告為主力，雜項為輔。路訊通亦自行負責拍攝廣告，並將廣告以節目形式包裝，部份廣告更重複播放多次。到了2012年中，情況稍為好轉，再次播放音樂錄影帶節目，健康產品、財務公司廣告已減少重複播放。
2010年8月底起，於播放路訊通節目同時，螢幕下方會以跑馬燈形式打出文字顯示當天的重要新聞，並陸續擴展至全港所有裝設顯示屏的巴士上。

## 播放媒介及操作系统

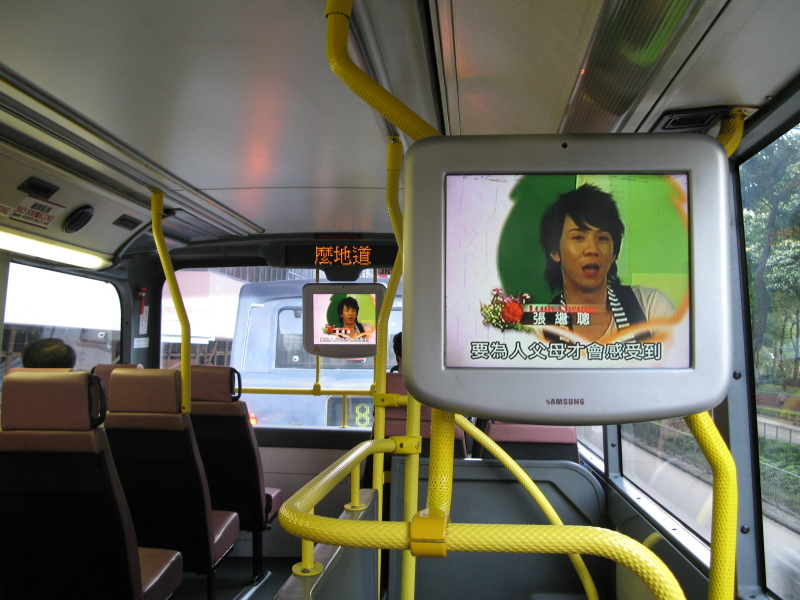
九巴雙層巴士上層的第2代RoadShow 顯示屏 （2007年）

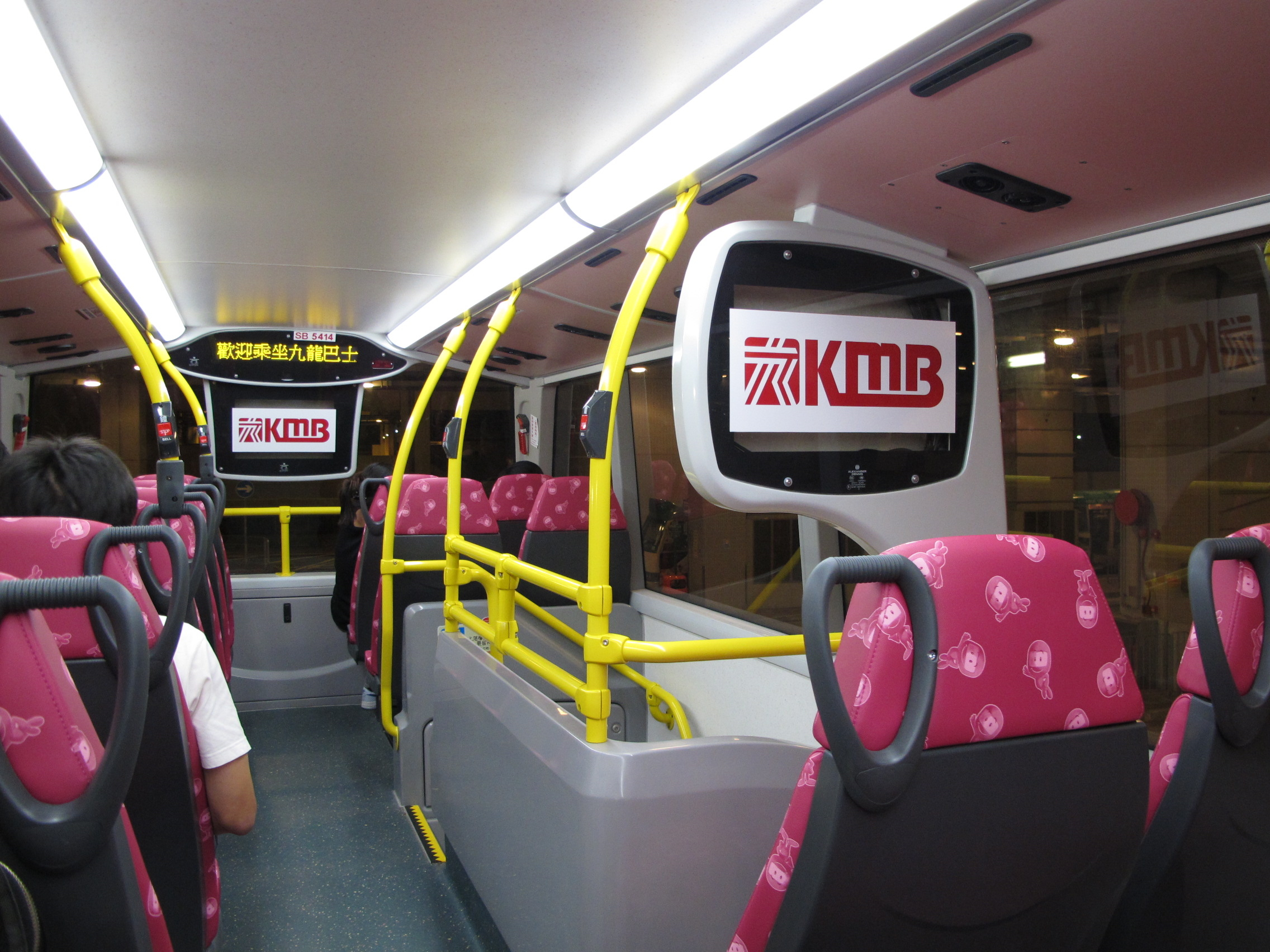
九巴雙層巴士上層預留安裝RoadShow 顯示屏（2013年）。現時樓梯後的預留位置亦已被安裝九巴動態巴士站顯示屏

在香港一些巴士裡面，播放路訊通的顯示屏由三星電子提供，合共約有20,000部。
路訊通使用安裝於這些巴士上的液晶顯示器，不停重複播放出預先錄製在VCD，長約一小時的影片，並使用車上的多個揚聲器播出聲音，基本覆蓋整個車廂，乘客無法自行調校音量及畫面。每輛巴士通常會設有四個顯示屏，每層各有兩個。下層的顯示屏在後門左側，少部分巴士因座位編排關係故設於前門後方，以及樓梯右側，上層位於車頭中央以及樓梯位右側。。巴士上層顯示屏為17吋（試播時期安裝型號為20吋），下層顯示屏為15吋。
2002年至2004年8月24日，在巴士所安裝的為15吋（包括所有因為損壞而更換的試播時期顯示屏），而安裝於新巴的顯示器則使用由原本由M Channel（其後更名為新資訊）安裝的液晶顯示器，雙層巴士3個、單層巴士2個，每層的其中一個附有LED顯示屏用於車站廣播。由於使用VCD機播放，所以更換節目便要預先換VCD光碟。由於讀碟機的運作容易受到行車的振動影響，所以當巴士行駛時如有持續的振動，播放的畫面或會發生中斷。
自2008年起，九巴（部分歐盟前期及一型排放的巴士除外）、城巴及新巴所有巴士把原有安裝上層車廂的15及17吋4:3顯示器更換為16:10顯示器。

## 乘客批評
2001年起，九巴陸續在巴士車廂安裝路訊通的播放設備，乘客無可避免受到影響。部分乘客認為廣播聲量大，令乘客造成滋擾，一個監察公眾交通工具廣播的團體「靜巴行動」因此成立，成員大多數為居港外籍人士及中產階級。巴士公司雖然亦劃出靜音區（通常設在巴士下層），節目大多設有字幕，但其靜音效果並不明顯。路訊通聲音過大的問題因此不時受到批評，例如在文化雜誌《瞄》的三月號，就有撰文指路訊通「騎劫了巴士旅途上應欣賞的風景」。
另外路訊通的互動平台 iClub 提供的遊戲「iClub 有禮」、「iClub 請睇戲」亦曾經遭受非議。由於每次用戶以手提電話致電 iClub，網絡供應商及技術支援公司會向其收取服務費（初時每次收取 6 元，後改為 5 元），而中獎方式是每若干名答中問題的用戶才可得獎，換句話說，用戶要支付參加費用才可參與，而且未必一定中獎。被傳媒指責未經申請牌照，有賭博成份，而政府曾一度介入調查是否違反《賭博條例》，結果路訊通被逼更改中獎方式才解決。
到了2009年，路訊通停止播放多年的音樂錄影帶、電影預告、卡通節目及紀錄片節目，轉為只播放廣告，被不少乘客批評滋擾情況較以前嚴重，廣告播放模式如「洗腦」一樣；以2009年幸福傷風素廣告為例，經常重複把同一廣告播出3至4次。後來路訊通推出過《救亡16度》等紀錄片，但廣告時間仍佔多數。
路訊通本身製作了不少原創節目，但在香港社會影響力非常低，即使路訊通嘗試把有關電視節目登在巴士車身以吸引市民注意，亦未能引起關注。不過即使如此，路訊通的部分節目也曾引來一些爭議。例如2006年路訊通與新華通訊社合作推廣國民教育，透過【神州答問】這套節目，加深觀眾對中國國情的瞭解。但被指節目生硬地談歷史，例如中國國民生產總值，人均消費額增加了多少，卻不談切身問題，不能刺激人去爭辯甚麼國家大事，節目認知意義不高，卻有強迫灌輸洗腦之嫌。

## 爭議
路訊通本是九巴設立的車廂媒體公司，其營運與九巴及同為載通國際屬下龍運巴士的巴士車隊密不可分，但因為九巴將路訊通分拆財務及獨立上市，所以路訊通在播放期間的廣告收入並不計算入巴士的營運收益。在2000年至2016年的17年間，路訊通累計賺得4.37億港元，但因為透過財務安排而不用計入巴士營運的收入，所以其車廂廣播的廣告收益不須回撥入九巴的經營帳目，九巴申請加價時亦無須因為廣告收入而要減低票價加幅。

## 停播
隨著九巴現有巴士專營權於2017年7月1日屆滿，2017年3月6日，Facebook巴士專頁 「Buscess」引述內部員工消息稱，路訊通營業部員工的僱傭合約將由長工轉為合約制。短期合約則會於2017年6月底完結，指RoadShow將會於6月停播。路訊通對傳聞不予置評。到同年3月17日，路訊通在全年業績公布，集團不再入標九巴巴士電視業務，決定停播。
2017年7月1日起，其電視服務已在九巴及龍運巴士全線車廂正式停播，路訊網亦於同日起停止提供新節目，電視畫面只播放着定格的九巴或龍運巴士標誌，同年8月，車上電視開始陸續關機，並在螢幕貼上宣傳銀行信用卡車費回贈優惠的廣告貼紙；而競爭對手Buzplay亦因為在城巴及新巴的廣告服務代理權屆滿而於同日停播，意味着香港所有在巴士上的流動多媒體服務成為歷史。

## 節目列表
路訊通歷年來的部分節目列表：

### 停播前尚在播放中節目

#### 基本節目
- RoadShow紅人館：每集邀請不同本地娛樂界人士參與專訪。
- RoadShow大舞台：介紹不同藝術文化，由何基佑主持。
- RoadShow Plug歌：播放亞太區歌手音樂錄像。
- RoadShow開卷：介紹各種不同的文化知識，由梁文道主持。
- 美味香港系列：介紹本地食肆
- RoadShow開講：討論社會不同話題，由路訊通營運總裁盧瑞盛主持。
- 書竇：內容不詳。
- RoadShow活動點：30秒不定期介紹一項活動。
- RoadShow愛心站：30秒介紹一週內其中一項義務活動。
- 一週財經熱話：邀請不同財經界人士前瞻和回顧股市走勢
- 煮場作客：由車淑梅主持，跟不同大廚（主要是于燕平）烹調家常餸菜。
- 粵語歌曲排行榜（足本版於路訊網播映）
- 原汁源味：由張紫櫻主持。
- Buy Buy Tell Me Buy：介紹本地不同商店和產品。
- 尚駿生活（页面存档备份，存于）：介紹賽馬運動，及其背後的趣聞趣事，主持為前無綫新聞主播黃紫盈（Connie）。（足本版於路訊網（页面存档备份，存于）播映）
- 80後.來（足本版於路訊網播映）
- 盛會都市：介紹本地不同活動。（足本版於路訊網播映）

#### 不定時播放節目
- 直擊金磚五國 Roads to BRICS，由前亞洲電視「新聞王子」鄧景輝主持。
- 香港走出去之黃金新機遇，由前亞視新聞主播鄧景輝、繆美詩、駱文捷及時任路訊通節目總監陳興昌主持。
- 千鈞一八，由前無線新聞主播黃紫盈、伍家謙、林燕玲、周嘉儀、方健儀、黃大鈞、前亞視新聞主播繆美詩、洪綺敏、鄧景輝、星娛樂歌手陳志嘉及新城知訊台DJ吳浩賢（杜如科 4Lum）主持，可惜鄧景輝未能完成自己演出部份便不幸離世。
- 鑽奇，由周大福珠寶贊助拍攝，於加拿大鑽石礦實地取景，是少數於亞洲區以外拍攝之節目。由 Janice Man 所主持。

##### RoadShow大電影
2002年以前，RoadShow大電影均會推介西方電影，例如「蜘蛛俠2」。
由2004年開始，著重於推介亞洲電影。
- 2005年：無極
- 2006年：霍元甲、「亞洲新星導」-創意推介第一擊：得閒飲茶及寶貝計畫
- 2007年：每當變幻時
- 2008年：長江7號、功夫灌籃
- 2009年：新宿事件、生命最後一個月的花嫁
- 2010年：蘇乞兒、飛砂風中轉、鎗王之王、出水芙蓉、綫人、東風破、戀人絮語
- 2011年：新少林寺

### 曾播出的節目

#### 2004年或以前
- Dr. Earth地球醫生（2001年）

RoadShow舊標誌

- 01科技講:由陳佩佩及鍾偉民主持（2001年）
- 健康資訊天地（2001年）
- 財星雋語（2001年）
- 阿金香港辭典2003（2003年）
- 無間縱橫（2003年）
- 中國奇人奇事（2003年）
- 李小龍傳奇（2003年）
- 一代皇朝（2003年）
- 李暉-運動養生（2004年）
- 開心大發現（2004年）
- 尋寶遊戲（2004年）
- 南極物語
- 生存的奧秘（2004年年中）
- 笑談泰國話（2004年）
- 龐愛蘭會客室
- 星之物語（2001-2005年，2005年起改稱RoadShow紅人館）
- 一周新聞摘要（收錄亞洲電視新聞精華片段）
- 寵物小精靈
- 我係丁家猫

#### 2005年
- 綠色家居：由林子萱主持（2005年1月至5月，2006年中曾於新資訊重播）
- 挑戰越野王：介紹「Outdoor Quest」及「Giant of Rio」的野外比賽項目，由官恩娜主持（2005年3月-4月）
- 你的立法會（2005年6月至8月）
- 中國破冰船'雪龍號訪港（2005年7-8月）
- 小平你好（2005年10月）
- 海洋公園-We嘩鬼臉Family（2005年10月）
- 二戰和平六十年（2005年8月）
- 極度深潛（2005年8月至9月）
- 中華文物備忘錄：由鍾景輝主持（2005年9月至10月）
- 置業家居（2005年10月至11月）
- 絲竹常樂（2005年10月至12月）

#### 2006年
- 神州短信，30秒介紹由新華社提供的內地最新消息。
- 哈利魔法街2001-2006：分享Harry哥哥的魔術樂趣。
- 香港精英運動大檢閱：討香港體育學院13個精英培訓計劃核心項目，並且由一系列精英運動員親自訴說自己的運動史。
- 中華郵樂場：介紹中國的郵票歷史及對集郵的認識，由李逸朗主持（於30/1至2/3及2006年9月播出）
- 迷人Pink Panther：經典卡通節目，內容富有幽默感
- 網球王子：日本近年最受歡迎的動畫
- 波波嘟的一天：教授簡單英語單字的普通語木偶劇
- 炫風太郎：以東方的武術 - 跆拳道為題材的兒童武打動畫片
- 香港高等學府巡禮
- 絲竹常樂陳寶珠
- 國旗飄飄 - 國慶月特別節目（2006年）

#### 2007年
- 香港街道故事：由陳浩峰及香港街道歷史專家鄭寶鴻先生，講述香港街道的背後故事、名稱來源以及不為人知的街道小趣聞
- 砌屋叔叔：兒童卡通片，講述有關建屋帶領生活
- 鹹蛋超人經典四十載：由Sun Boy'z主持，紀念鹹蛋超人面世40週年
- 愛探險的Dora之兩文三語：由泳兒主持，介紹兩文三語介紹主角Dora，帶領小朋友學習英文及普通話
- Bon Bonn 小Fun 識／Bon Bonn 體操繽Fun樂
- 財經好易明：由香港中文大學工商管理學院副院長蘇偉文教授主持，介紹投資股市的注意事項（由now寬頻電視聯合提供片段）
- AV特攻：介紹全城最新推出的數碼產品及視聽娛樂產品（由S-Team出版集團及UMovie製作）
- 樓市好易明：介紹投資樓市的注意事項（由now寬頻電視聯合提供片段）
- 歐聯足球戰報：介紹歐洲聯賽冠軍盃戰況（由ESPN STAR Sports及now寬頻電視聯合提供片段）
- 愛貓勿語：由方皓玟主持
- 驚世一刻：由陳鍵鋒主持

#### 2008年
- 生存的奧秘（2004年版）：深海生物紀錄片
- 優閒生活系列：教授興趣的心得，分別有7個單元，同時為HKDI學生的實習節目
- 澳門味玩夠：介紹澳門的特色景點，菜式，由俞詠文及鄺祖德主持，以及嘉賓黃家強在澳門接受訪問
- 阿積與乜水
- 極速方程式
- 香港郵樂場
- 企鵝家族
- 時尚魅力：曾收錄鳳凰衛視節目「完全時尚手冊」的精華片段，由俞詠文主持，後期是訪問內地、台灣及東南亞的藝人。
- 迪士尼會話教室：鄭融利用英語，輔以經典的迪士尼卡通，帶領小朋友學習英文
- 看圖測市：由蘇子璋教授主持，以圖像走勢分析來學習投資股市（由now寬頻電視聯合提供片段）
- 沖出泰國Guide：介紹泰國曼谷的特色景點，菜式，由胡慧冲主持
- 魔術巴士-魔術話你知
- 點解三兄弟：介紹地球的形成、氣候影響及人類來源
- RoadShow外星人：由俞詠文主持，主要邀請華語地區的藝人參與專訪。
- 流動數碼站：介紹本地新推出的數碼產品（由一點通出版（Click-Pub）製作）
- 突破新一代心聲：講述現今青少年的生活（由突破製作）
- J-League足球戰報：介紹日本職業足球聯賽精華，由馬啟仁（Keyman）旁述
- 世界足球戰報：於J-League休戰時播放世界各地足球聯賽及國際錦標賽之精華，由馬啟仁（Keyman）旁述
- 英格蘭冠軍聯賽足球戰報：介紹英冠最新的足球賽事，由陳炳安旁述（由無線收費電視提供片段）
- 警察資訊站：收錄香港電台節目「警訊」的部分片段
- 神州答問：播放新華社提供的內地最新消息
- 電影雙響炮／電影強檔：介紹新電影；雙響炮則連續地介紹一部外語電影及一部港產電影
- 音樂前線：播放新歌曲MV／演唱會片段

#### 2009年
- 我係巴士迷
- CheerüUp
- 週末爆機王：由何恩欣（Yannes）主持,介紹新PC／PS3／Pocket Games／Wii及X-BOX遊戲（由跨傳媒集團製作）
- 樓盤新天地

#### 2010年
- 救亡16度（與香港天文台合作）
- 與您同行
- Pet Walk日記：由陳沛嘉主持。（逢星期三至星期日播映）
- 減廢大比併（與地球之友合作，由森美主持）
- 2010決戰南非及戰況速遞：每日更新世界盃賽事花絮，由香港有線電視提供球賽片段，梁禮勤主持。（播映日期：6月12日至7月13日）
- 救亡16度Part II（與世界自然基金會合作，由余遠騁博士、盧冠廷先生及鍾姍姍博士主持，逢星期一至星期四播映）
- 曾SIR秘笈：講解生活小常識，由曾近榮主持。

#### 2011年以後
- 點滴港情：提供與香港人息息相關的小資料和數據，由狄易達主持。
- 救亡16度Part III – 救地球．救孩子
- 見面．見香港：由政府新聞處與香港電台於2012年聯合製作的電視短片，期望以影像記錄具香港代表性的人物、生活方式以及傳統文化，展現香港的核心價值及抱負。唯路訊通版本被濃縮為1分鐘。
- 戲路縱橫：介紹本地及海外電影，由梁慧恩主持。
- 瀛寰東西遊：介紹不同國家旅遊景點（由東瀛遊製作，逢星期五至星期日播映）
- 香港周圍中：由周中主持，介紹不同本地食肆；早前曾前往肇慶，節目更名為《肇慶周圍中》。
- 人生嘉年華：介紹各種不同地方和人物等的歷史。
- 星星知我心：介紹十二種星座性格和特徵，由林雋健主持。
- Buy Buy Tell Me Buy：介紹本地不同商店和產品，由林雋健和張紫櫻主持。
- RoadShow大放題：介紹本地不同活動，現改為播放較長的商業廣告。
- 青春達人：一個包羅有關時尚玩意、飲食、數碼、電影音樂、潮流產品及生活品味等不同元素的節目，由狄易達和蔚雨芯主持。

##### RoadShow Live音樂會
由RoadShow為樂迷所舉辦的音樂會，由2002年底開始舉辦，第一次所邀請的嘉賓是Cookies，之後的數個RoadShow Live音樂會是邀請多位歌手同台演出，在2004年底的許志安音樂會開始，每次RoadShow Live音樂會只會邀請一位歌手做嘉賓，計有2005年的五月天和劉德華、2006年的何超和古巨基及2007年的薛凱琪、黃家強和方力申，2007年9月後停止舉辦。後於2013年重新舉辦，首位歌手為陳柏宇。

#### 其他節目
- 「羣力資源中心」公民教育短片。
- RoadShow至尊音樂頒獎禮
- 香港傑出義工服務獎（2005、2007）：邀請全港觀眾乘客一同見證「香港傑出義工獎」
- 生肖運程 - 李丞責及楊天命主持，預測十二生肖的來年運程（每年的農曆新年才播出）。
- 歐聯足球戰報（2006年9月18日至2007年6月3日）
- 英格蘭冠軍聯賽足球戰報（2006年10月27日至2007年6月、2007年9月至2008年6月）
- RoadShow慶回歸心連心晚會：於2007年6月3日舉行
- 兩天一夜

### 前任主持人
- 盧瑞盛（路訊通營運總裁，前亞視新聞主播、《cyber日報》總編輯）
- 何恩欣（Yannes）
- 張彩虹（Rainbow）
- 梁慧恩（Viann）
- 高皓正（Zac）
- 何基佑（Kay）
- 范萱蔚（前無綫電視主持人）
- 林雋健
- 張紫櫻（CheChe）（ViuTV及有線電視主持人）
- 莫雅清（Jessica）
- 姚浩政（兼職無線電視）
- 姚嘉兒（Venus）
- 譚國延（Anselm）
- 龐愛蘭（轉職沙田區議員及前香港數碼廣播主持人）
- 俞詠文（轉職on.cc）
- 張啟樂
- 嚴崇天（過檔有線電視）
- 黃倩婷（Cindy）（過檔Buzplay）

### 前手機鈴聲下載主持人
- 官恩娜（2004年4月至2005年1月）、吳日言（2005年1月至2005年7月）、何基佑（2005年7月至2006年11月）、李漫芬（2005年7月至2005年11月）、蔣雅文（2005年11月至2006年11月）、戴夢夢（2006年11月至2007年5月）、方皓玟（2007年5月至2008年7月）、羽翹（2008年7月至2008年10月）、高皓正（2006年11月至今）、文恩澄（2008年10月至今）

## 小資料
- 路訊通在2004年成立iClub服務，服務包括iClub請睇戲、iClub有禮、iClub著數速遞和iClub手機鈴聲服務。唯服務已於2011年停止運作。
- 路訊通在2004年5月更換商標，同年9月末統一節目內的商標，2005年年中部份巴士車頭已更換商標。

## 運輸網絡廣告
路訊通提供客運車輛車身廣告之媒體銷售管理和行政管理服務。
- 客運車輛車身
  - 客運車輛車身廣告以高解析度的聚乙烯張貼而成，廣告顯示在客運車輛車身上，包括車輛整個外殼、車輛側面及車尾部份。
- 候車亭
  - 客運車輛候車亭之廣告以燈光顯示，用以吸引乘客和途人注視。
- 數碼互動巴士站
  - 設於若干主要道路及巴士總站內，透過輕觸式液晶體顯示屏，以互動形式提供巴士路線資料和網站資訊。

## 商品業務
路訊通的商品業務主要是售賣印有九巴商標的紀念品，包括具紀念和收藏價值的九巴模型，除可在網上選購外，主要透過「九巴顧客服務中心」發售。

## 收購對手

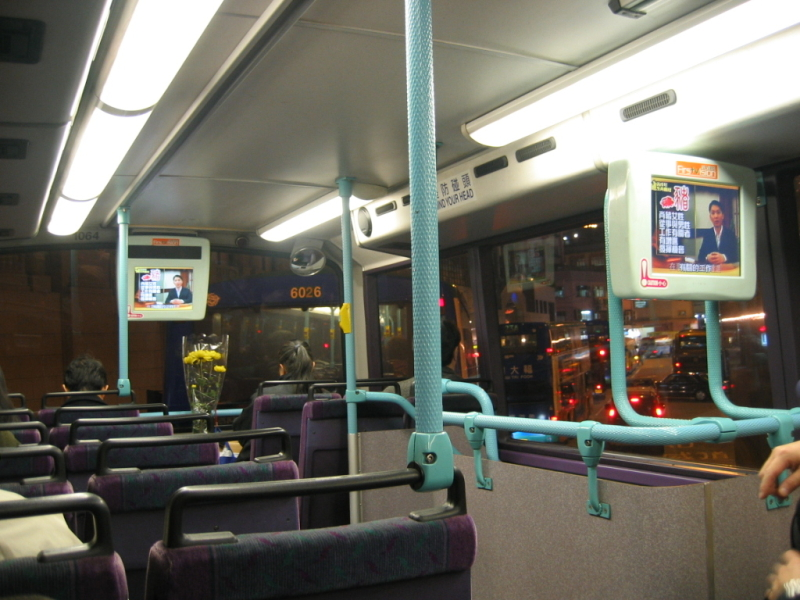
新巴雙層巴士上層的前新資訊顯示屏

新資訊（前身為M Channel）原本是路訊通的唯一競爭對手。但因種種原因，自2006年1月9日至2007年12月30日，新資訊所播放的節目已幾乎都由路訊通製作及提供，而根據路訊通2005年度全年業績報告內的“業務回顧”一欄中指出，新巴所裝設的流動媒體系統（即“新資訊FirsTVision”）已被路訊通收購，故除品牌被保留外，整個系統已實際上由路訊通全權營運，包括廣告銷售業務等。由2007年12月31日起，新資訊品牌正式被撤銷，而新巴亦在2008元旦正式開始播放路訊通，與九巴及城巴相同。路訊通正式壟斷香港巴士流動多媒體資訊系統的市場。
直至2012年4月16日，新創建交通服務宣佈將旗下流動多媒體廣告服務獨家代理權授予Buzplay，為期五年，有關代理權於同年7月1日生效，新巴及城巴不再播放路訊通系統，路訊通壟斷香港巴士流動多媒體資訊系統的局面正式結束。

## 外部連結
- 「路訊網」官方網頁（页面存档备份，存于）